# Mychajlo Moros
Mychajlo Ilkowytsch Moros (ukrainisch Михайло Ількович Мороз; * 7. Juli 1904 in Plichiw, Galizien; † 27. September 1992 in Staten Island, New York City) war ein ukrainischer Maler.

## Leben und Wirken

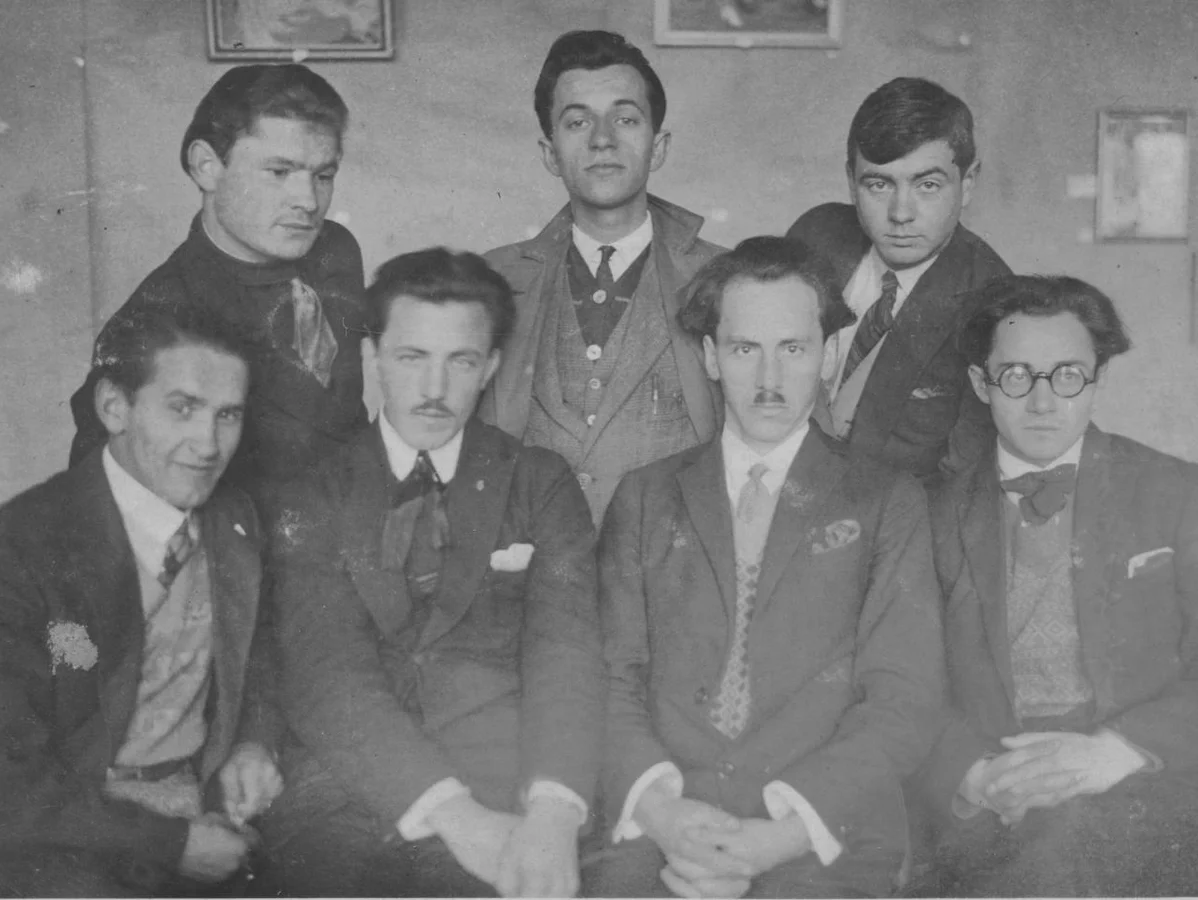
Schülergruppe der Nowakiwskyj-Kunstschule im Akademischen Haus in Lwiw. Mychajlo Moros in 1. Reihe, 2. v. l.

Mychajlo Moros wurde am 7. Juli 1904 im Dorf Plichiw im Königreich Galizien und Lodomerien (heute Bezirk Bereschany, Rajon Ternopil) in einer Bauernfamilie geboren. Während des Polnisch-Ukrainischen Krieges meldete er sich 1919 freiwillig zur Ukrainische Galizischen Armee, erkrankte dort an Typhus und wurde schwer verwundet.
1923 zog er nach Lwiw, um an der Oleksa Nowakiwskyj Kunstschule (damals eine Fakultät der Ukrainischen Geheimen Universität) zu studieren. In den Jahren 1928–1930 studierte Moros dank eines Stipendiums von Andrej Scheptyzkyj an der Julienne-Akademie und am Conservatoire national des arts et métiers. In Paris war er im Kreis ukrainischer Künstler, darunter Oleksa Hryschtschenko, Mykola Hluschtschenko und Wassyl Chmeljuk, befreundete sich auch mit Henri Matisse an und studierte im Atelier von Antoine Bourdelle. Zusammen mit seinem Freund und Mitbewohner Swjatoslaw Hordynskyj besuchten die jungen Künstler Ausstellungen und Ateliers in Paris, kopierten Gemälde im Louvre und reisten in die Normandie, um die Marinemalerei zu üben. Nach seiner Rückkehr nach Lemberg  nahm Mychajlo Moros an den Wanderausstellungen der Oleksa Nowakiwskyj Kunstschule in den Städten Galiziens teil, so in Kolomyja, Stryj, Sambir, Stanislawiw, Przemyśl und Ternopil. In seinen expressionistischen Landschaften, Stillleben und Porträts entwickelte Moros die Ideen seines Lehrers Oleksa Nowakiwskyj  weiter. Er malte mit einem Malmesser und verwendete intensive Farbstriche. Ab 1935 arbeitete Moros bis zum Ende des Jahrzehnts als offizieller Porträtmaler des Metropoliten Andrej Scheptyzkyj. 1939 erhielt der Künstler eine Stelle als Professor für Kunst an der Lwiwer Theologische Akademie.
Während des Zweiten Weltkriegs, als Lwiw okkupiert war, lebte er in Kosmatsch. Dort heiratete er die Tochter eines Gutsbesitzers Iryna Hawryschtschuk. Im Jahr 1941 bekamen sie einen Sohn, Ihor. Aus Angst vor dem NKWD verließ die Familie seine Heimat und ging in den Westen. In der Ukraine hinterließ Moros mehr als 800 Ölgemälde und mehrere tausend Zeichnungen, von denen die meisten verloren gingen. Die Familie zog zunächst in die Slowakei, dann nach Deutschland, wo sie vier Jahre in Displaced-Persons-Lager in Bayern lebte. Moros sang im Chor der ukrainischen Exilanten „Surma“ und malte weiter, fasziniert von den farbenfrohen Alpenlandschaften. 1947 wurde der Künstler Mitglied der Ukrainische Vereinigung bildender Künstler München und nahm an deren Ausstellungen in München und Regensburg teil.
Ab 1949 lebte Mychajlo Moros in New York, wo er aktiv an den künstlerischen Kreisen der ukrainischen Diaspora teilnahm und Mitglied der Association of Ukrainian Artists in America war. Der Künstler hatte Einzelausstellungen in Miami (1954), New York (1959–1963, 1981, 1990), Paris (1961–1962), Toronto (1964) und Philadelphia (1991).
In den 1960er und 1970er Jahren besuchte er fünfmal Italien, wo er mit Patriarch Jossyf Slipyj zusammentraf. Er schuf sechs Porträts des Patriarchen und des Kardinals, ein Glasfensterprojekt für die Santi Sergio e Bacco degli Ucraini, drei Projekte für die Mosaikdekoration des Giebels der Santa Sofia a Via Boccea und mehr als vier Dutzend Landschaften von Rom und seiner Umgebung. Im Jahr 1980 wurde Mychajlo Moros zum Ehrenmitglied der Accademia di San Luca ernannt.
Mychajlo Moros starb am 27. September 1992 auf Staten Island in New York City und wurde auf dem ukrainischen Friedhof in Bound Brook, New Jersey, beigesetzt.